# Лојбниц (Фогтланд)
Лојбниц (њем. Leubnitz) општина је у њемачкој савезној држави Саксонија. Једно је од 45 општинских средишта округа Фогтланд. Према процјени из 2010. у општини је живјело 1.422 становника. Посједује регионалну шифру (AGS) 14523180.

## Географски и демографски подаци
Лојбниц се налази у савезној држави Саксонија у округу Фогтланд. Општина се налази на надморској висини од 299 метара. Површина општине износи 29,6 km². У самом мјесту је, према процјени из 2010. године, живјело 1.422 становника. Просјечна густина становништва износи 48 становника/km².